# Bologna Football Club 1921-1922
Questa voce raccoglie le informazioni riguardanti il Bologna Football Club nelle competizioni ufficiali della stagione 1921-1922.

## Stagione
Il Bologna ha partecipato al campionato di Prima Divisione 1921-1922 organizzato dalla CCI nel girone A della Lega Nord e si è classificato al terzo posto con 27 punti, dietro alla Pro Vercelli e al Novara.

## Divise
| Casa | Trasferta |

## Rosa
| N. |                   | Ruolo | Calciatore        |
| -- | ----------------- | ----- | ----------------- |
|    | Italia (bandiera) | P     | Giovanni Modelli  |
|    | Italia (bandiera) | P     | Franco Gianese    |
|    | Italia (bandiera) | D     | Renato Zecchi     |
|    | Italia (bandiera) | D     | Gino Spadoni      |
|    | Italia (bandiera) | D     | Luigi Modoni      |
|    | Italia (bandiera) | D     | Federico Rossi    |
|    | Italia (bandiera) | D     | Piero Pilati      |
|    | Italia (bandiera) | D     | Felice Gasperi    |
|    | Italia (bandiera) | C     | Mario Della Valle |
|    | Italia (bandiera) | C     | Pietro Genovesi   |
|    | Italia (bandiera) | C     | Italo Breviglieri |

| N. |                   | Ruolo | Calciatore           |
| -- | ----------------- | ----- | -------------------- |
|    | Italia (bandiera) | C     | Gastone Baldi        |
|    | Italia (bandiera) | A     | Cesare Alberti       |
|    | Italia (bandiera) | A     | Giuseppe Rubini      |
|    | Italia (bandiera) | A     | Bernardo Perin       |
|    | Italia (bandiera) | A     | Giuseppe Della Valle |
|    | Italia (bandiera) | A     | Alberto Pozzi        |
|    | Italia (bandiera) | A     | Vincenzo Guidastri   |
|    | Italia (bandiera) | A     | Mario Serrazanetti   |
|    | Italia (bandiera) | A     | Giustino Benchimol   |
|    | Italia (bandiera) | A     | Pietro Ponti         |

## Risultati

### Campionato di 1ª Divisione

#### Lega Nord girone A

##### Girone di andata
| Arbitro: | A. Gama (Milano) |

|           |           |                       |
| Bixio 44’ | Marcatori | 41’ Pozzi 57’ Alberti |

| Arbitro: | Gamba (Padova) |

|             |           |                 |
| Alberti 69’ | Marcatori | 45’ Pasqualetto |

| Arbitro: | A. Gama (Milano) |

|                 |           |  |
| Agostinelli 70’ | Marcatori |  |

| Arbitro: | Venegoni (Legnano) |

|                                 |           |                  |
| Alberti 15’, 30’, 88’ Perin 75’ | Marcatori | 60’ Chiecchi III |

| Arbitro: | Dani (Genova) |

|                       |           |  |
| Innocenti II 60’, 84’ | Marcatori |  |

| Arbitro: | Mombelli (Milano) |

|             |           |           |
| Alberti 55’ | Marcatori | 24’ Gallo |

| Arbitro: | Panzeri (Milano) |

|             |           |                      |
| Bertoli 42’ | Marcatori | 5’ Baldi 30’ Gasperi |

| Arbitro: | Olivari (Genova) |

|                       |           |           |
| Santagostino 15’, 80’ | Marcatori | 25’ Baldi |

| Arbitro: | Dani (Genova) |

|                                      |           |  |
| Borrello 5’ Rampini 56’, 64’ Gay 69’ | Marcatori |  |

| Arbitro: | Crivelli (Milano) |

|                  |           |  |
| Bergamino II 80’ | Marcatori |  |

| Arbitro: | A. Gama (Milano) |

|                    |           |               |
| Pozzi 1’ Perin 70’ | Marcatori | 57’ Balossini |

##### Girone di ritorno
| Arbitro: | Mauro (Milano) |

|  |           |                |
|  | Marcatori | 36’ Cornazzani |

| Arbitro: | Barnabò (Milano) |

|              |           |            |
| Veronesi 56’ | Marcatori | 77’ Pilati |

| Arbitro: | Crivelli (Milano) |

|                                 |           |  |
| Spadoni 49’ Ghirelli 87’ (aut.) | Marcatori |  |

| Arbitro: | Venegoni (Legnano) |

|  |           |                              |
|  | Marcatori | 12’ (aut.) Motta 75’ Alberti |

| Arbitro: | Crivelli (Milano) |

|                                                              |           |  |
| Pilati 15’ Della Valle III 19’ Alberti 44’, 79’ Genovesi 89’ | Marcatori |  |

| Arbitro: | Venegoni (Legnano) |

|              |           |                     |
| Ferraris 49’ | Marcatori | 60’ Della Valle III |

| Arbitro: | Panzeri (Milano) |

|                                                                                        |           |                  |
| Della Valle III 1’, 27’, 47’, 67’ Genovesi 2’, 21’, 40’ Ponti 9’, 15’ Alberti 58’, 66’ | Marcatori | 25’ (aut.) Rossi |

| Arbitro: | Venegoni (Legnano) |

|                                                 |           |  |
| Alberti 14’, 59’ Rubini 30’ Della Valle III 35’ | Marcatori |  |

| Arbitro: | Scamoni (Torino) |

|                  |           |  |
| Genovesi 8’, 19’ | Marcatori |  |

| Arbitro: | Gama (Milano) |

|               |           |            |
| Mattuteia 70’ | Marcatori | 3’ Alberti |

| Arbitro: | Crivelli (Milano) |

|                                 |           |              |
| Della Valle III 1’ Genovesi 40’ | Marcatori | 73’ Lavarino |

## Statistiche

### Statistiche di squadra
| Competizione                           | Punti | In casa | In casa | In casa | In casa | In casa | In casa | In trasferta | In trasferta | In trasferta | In trasferta | In trasferta | In trasferta | Totale | Totale | Totale | Totale | Totale | Totale | DR  |
| Competizione                           | Punti | G       | V       | N       | P       | Gf      | Gs      | G            | V            | N            | P            | Gf           | Gs           | G      | V      | N      | P      | Gf     | Gs     | DR  |
| -------------------------------------- | ----- | ------- | ------- | ------- | ------- | ------- | ------- | ------------ | ------------ | ------------ | ------------ | ------------ | ------------ | ------ | ------ | ------ | ------ | ------ | ------ | --- |
| Prima Divisione (girone A - Lega Nord) | 27    | 11      | 8       | 2       | 1       | 34      | 7       | 11           | 3            | 3            | 5            | 10           | 15           | 22     | 11     | 5      | 6      | 44     | 22     | +22 |